# Piddletrenthide
Piddletrenthide är en ort och civil parish i Storbritannien.   Den ligger i kommunen Dorset och riksdelen England, i den södra delen av landet, 180 km väster om huvudstaden London. Piddletrenthide ligger 110 meter över havet och antalet invånare är 647.
Terrängen runt Piddletrenthide är platt. Runt Piddletrenthide är det ganska tätbefolkat, med 86 invånare per kvadratkilometer. Närmaste större samhälle är Dorchester, 9,3 km söder om Piddletrenthide. Trakten runt Piddletrenthide består till största delen av jordbruksmark.